# 金沢国際専門学校
金沢国際専門学校（かなざわこくさいせんもんがっこう）とは、かつて石川県金沢市駅西本町にあった私立専修学校。生徒数の減少により2011年3月31日に閉校。

## 設置課程
- 国際トラベル科
- 国際ホテル科
- 国際ブライダル科
- 専攻科

## 所在地
- 金沢市駅西本町1丁目1518番

## 沿革
- 1993年 - 開校。
- 1998年 - 国際トラベル科を新設。
- 2000年 - 専攻科を設置。
- 2009年 - 学生募集停止。
- 2011年 - 廃校。

## 出身者
- 宮森宏和（ゴーゴーカレー創業者）